# Chicken-n-Beer
Chicken-n-Beer – trzeci album amerykańskiego rapera Ludacrisa. W pierwszym tygodniu album sprzedał się w 429 tys. egzemplarzy co umieściło album na pierwszym miejscu listy Billboard 200. Na bonus tracku znalazł się utwór Act A Fool do filmu Za szybcy, za wściekli.

## Single
1. „P-Poppin” – pierwszy singiel z albumu wydany w 2003 roku. Budził wiele kontrowersji np. treści o aktywności seksualnej.
2. „Stand Up” – drugi singiel nagrany z raperką Shawnną wydany 19 sierpnia 2003. Zdobył szczytujące miejsca na amerykańskich listach przebojów.
3. „Blow It Out” – singiel promo wydany pod koniec 2003 r.
4. „Splash Waterfalls” – trzeci singiel z płyty nagrany z Sandy Coffee, wydany 17 lutego 2004. Miejsca na listach: poz. 6 Billboard Hot 100, poz. 2 R&B/Hip Hop Songs, poz. 3 Hot Rap Tracks, poz. 5 Rhytmic Top 40, poz. 25 Top 40 Tracks.
5. „Diamond In The Back” – czwarty singiel wydany 11 maja 2004. Nie osiągnął żadnego sukcesu. Pozycja 90. na Billboard 200.

## Lista utworów
1. Southern fried Intro
2. Blow It Out  (feat. Shawnna)
3. Stand Up
4. Rob Quarters
5. Splash Waterfalls
6. Hard Times (feat. 8 Ball & MJG & Carl Thomas)
7. Diamond In The Back
8. Screwed Up  (feat. Lil’ Flip)
9. T Baggin
10. P-Poppin
11. Hip Hop Quotables
12. Black Man’s Struggle
13. Hoes In My Room  (feat. Snoop Dogg)
14. Teamwork
15. Interactive
16. We Got  (feat. Chingy, I-20 & Tity Boi)
17. Eyebrows Down (feat. Playaz Circle)

Bonus Track:
1. Act A Fool
2. Southern Hospitality (Remix) (feat. Ms. Dynamite & Maxwell D)
3. Blow It Out (Remix) (feat. 50 Cent)